# Dirades reticulata
Dirades reticulata är en fjärilsart som beskrevs av Moore 1888. Dirades reticulata ingår i släktet Dirades och familjen Uraniidae. Inga underarter finns listade i Catalogue of Life.